# Simunye
Simunye là một thị trấn ở miền đông Eswatini, thuộc vùng Lubombo. Hầu hết tất cả cư dân trong thị trấn đều làm việc cho nhà máy đường của Tập đoàn đường Hoàng gia Eswatini nằm gần đó.
Thị trấn nằm cách biên giới với Nam Phi khoảng 30 km về phía nam (cửa khẩu biên giới được gọi là Bordergate ở phía Eswatini và Mananga ở phía Nam Phi) và cách biên giới khoảng 20 km (12 mi) băng qua Mozambique (được gọi là Lomahashaon phía Eswatini và Namaacha ở phía Mozambique).

## Thể thao
Thị trấn là quê hương của Royal Leopards F.C.. RSSC United F.C. là một câu lạc bộ bóng đá là kết quả của sự hợp nhất giữa Mhlume United và Simunye FC.

## Giáo dục
Thị trấn có một số trường học và mầm non. Trường dự bị Thembelisha là trường tiểu học tư thục duy nhất. Có hai trường tiểu học được Chính phủ hỗ trợ, trường tiểu học Ngomane và Trường tiểu học Lusoti. Tương tự như vậy, có hai trường trung học, trường trung học Ngomane và trường THPT Lusoti. Các trường học Lusoti ở ngay trong làng, trong khi các trường Ngomane cách đó 23 km (14 dặm).